# Henri Uhlig
Henri Uhlig (* 1. August 2001 in Regensburg) ist ein deutscher Radsportler.

## Sportlicher Werdegang
Seit 2012 ist Henri Uhlig als Radsportler aktiv, zuvor spielte er hauptsächlich Fußball. 2017 gewann er die Rad-Bundesliga in der Jugendkategorie. 2018 wurde er deutscher Junioren-Meister im Omnium auf der Bahn.
Im Erwachsenenbereich erhielt Uhlig 2020 einen Vertrag beim rad-net Rose Team. Auf der Straße wurde Uhlig Frühjahr 2021 zweimal Etappenzweiter der Istrian Spring Trophy. Im August wurde er hinter Schrittmacher Gerd Gessler in Niederpöring  deutscher Meister im Derny-Rennen.
Zur Saison 2022 wechselte Uhlig zum Alpecin-Deceuninck Development Team. Im April 2022 gewann er als Teil der Nationalmannschaft in Rom den Gran Premio della Liberazione, ein Traditionsrennen der U23. Im Mai folgte eine Etappe der Alpes Isère Tour. 2023 entschied Uhlig eine Etappe der Province Cycling Tour für sich. Im August des Jahres startete er bei den Straßenweltmeisterschaften in Schottland und belegte im Rennen der U23 Platz 14. Nach dem Sieg auf der zweiten Etappe der Baltic Chain Tour wurde er Gesamtzweiter der Rundfahrt, bei der er auch die Punkte- und Nachwuchswertung gewann.
Bereits im August 2023 wurde bekannt, dass Uhlig zur Saison 2024 in das UCI WorldTeam von Alpecin-Deceuninck übernommen wird. In seinem ersten Jahr für die belgische Mannschaft konnte er sowohl eine Etappe der Tour of Antalya als auch den Volta Limburg Classic auf dem dritten Platz beenden.

## Berufliches
Uhlig beendete erfolgreich eine Polizeiausbildung und wurde im Januar 2023 zum Polizeimeister ernannt.

## Erfolge
2018
- Deutscher Juniorenmeister – Omnium

2021
- Deutscher Meister – Derny (hinter Gerd Gessler)

2022
- Gran Premio della Liberazione
- eine Etappe Alpes Isère Tour

2023
- eine Etappe Province Cycling Tour
- eine Etappe, Punktewertung und Nachwuchswertung Baltic Chain Tour

2024
- Deutscher Meister – Derny (hinter Gerd Gessler)